# Bisdom Bridgeport
Het bisdom Bridgeport (Latijn: Dioecesis Bridgeportensis) is een rooms-katholiek bisdom met als zetel Bridgeport, in de Amerikaanse staat Connecticut. Het bisdom is suffragaan aan het aartsbisdom Hartford. 

## Geschiedenis
Het bisdom werd opgericht op 6 augustus 1953, uit delen van het nieuw verheven aartsbisdom Hartford. 

## Parochies
Het bisdom had in 2022 een oppervlakte van 1.621 km2 en telde 952.978 inwoners waarvan 46,1% rooms-katholiek was.

## Bisschoppen
- Lawrence Joseph Shehan (25 augustus 1953 - 10 juli 1961)
- Walter William Curtis (23 september 1961 - 28 juni 1988)
- Edward Michael Egan (5 november 1988 - 11 mei 2000; kardinaal in 2001)
- William Edward Lori (23 januari 2001 - 20 maart 2012)
- Frank Joseph Caggiano (31 juli 2013 - heden)

## Galerij van afbeeldingen

Wapen van het bisdom
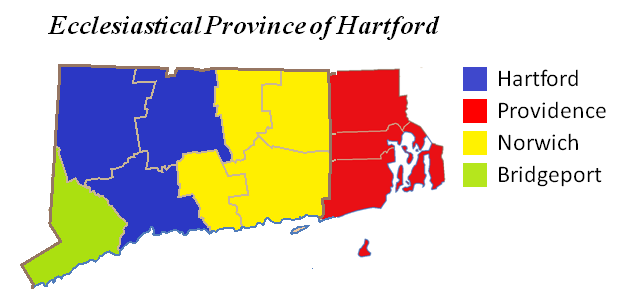
Kerkprovincie met aartsbisdom en suffragane bisdommen
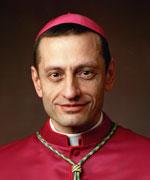
Bisschop Frank Joseph Caggiano (2013-heden)
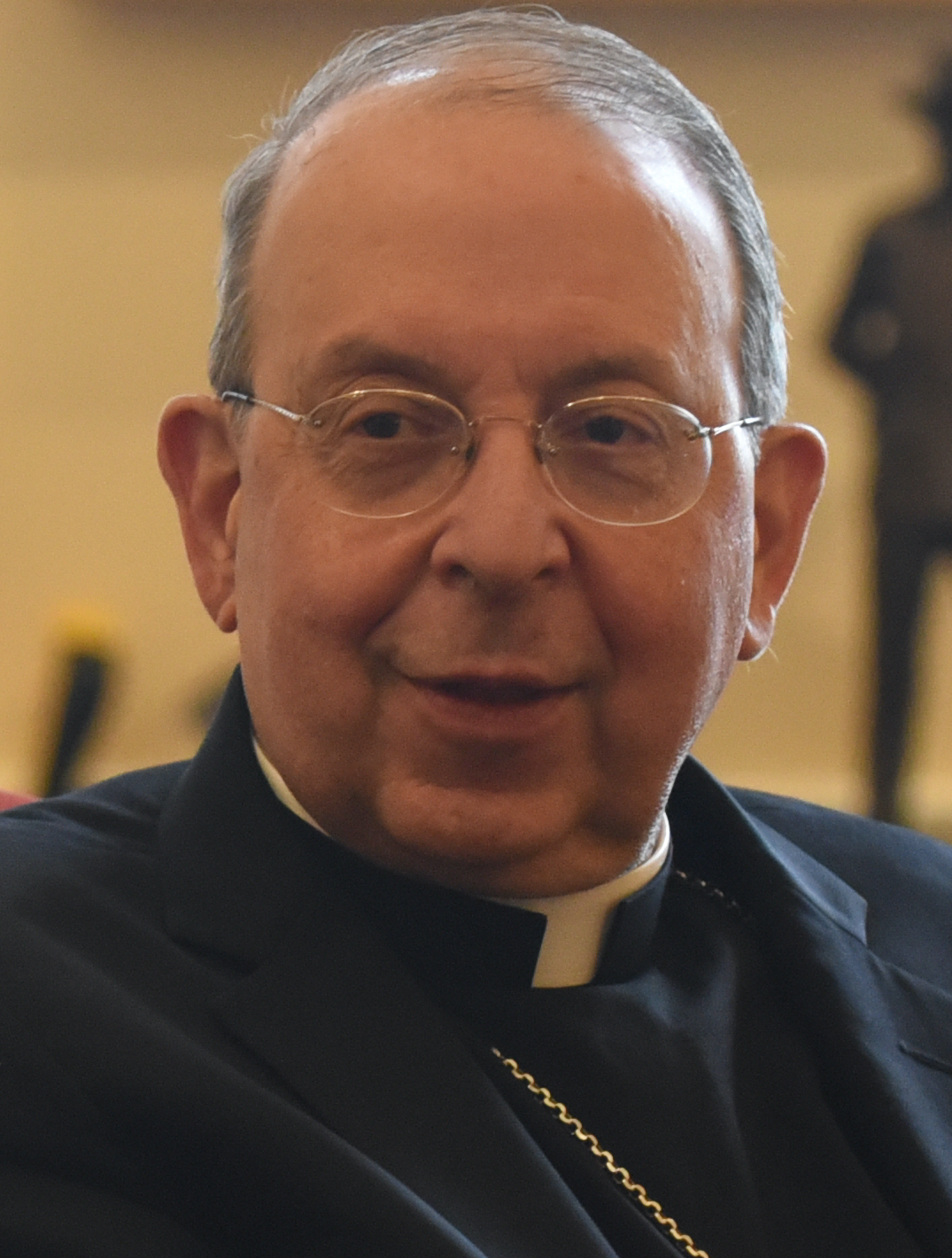
Bisschop William Edward Lori (2001-2012)
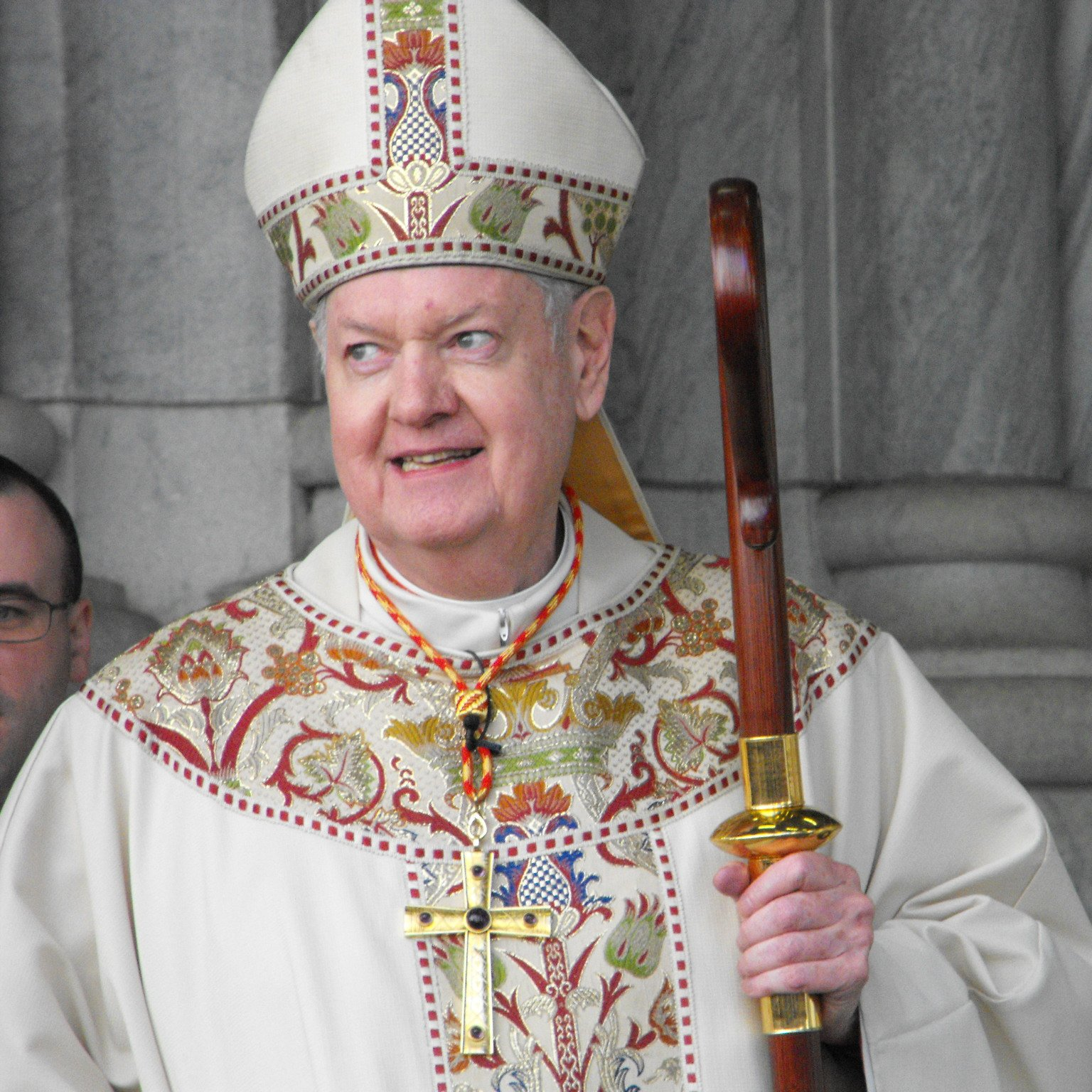
Bisschop Edward Michael Egan (1988-2000), kardinaal in 2001

Hartford (aartsbisdom) · Bridgeport · Norwich · Providence